# (5602) 1991 VM1
(5602) 1991 VM1 es un asteroide perteneciente al cinturón de asteroides descubierto el 4 de noviembre de 1991 por Seiji Ueda y el astrónomo Hiroshi Kaneda desde el Kushiro Marsh Observatory, Hokkaido, Japón.

## Designación y nombre
Designado provisionalmente como 1991 VM1.

## Características orbitales
1991 VM1 está situado a una distancia media del Sol de 2,163 ua, pudiendo alejarse hasta 2,340 ua y acercarse hasta 1,985 ua. Su excentricidad es 0,082 y la inclinación orbital 4,822 grados. Emplea 1162,22 días en completar una órbita alrededor del Sol.

## Características físicas
La magnitud absoluta de 1991 VM1 es 14,1. Tiene 3,844 km de diámetro y su albedo se estima en 0,329. 